# Botnen (Nordland)
Botnen est une localité du comté de Nordland, en Norvège.

## Géographie
Administrativement, Botnen fait partie de la kommune de Steigen.